# Centre Mundial Bahá'í

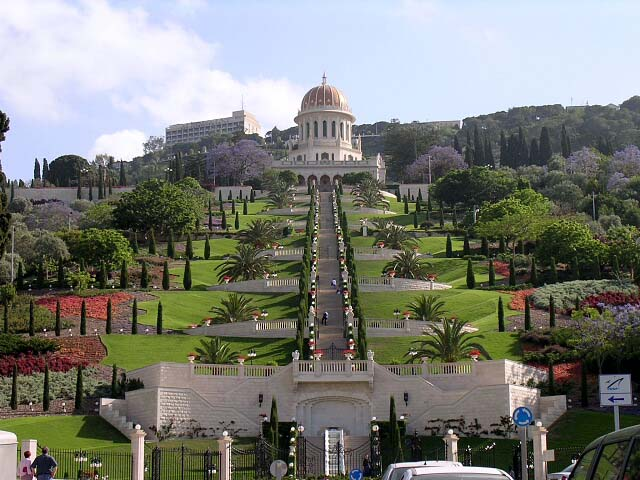
Santuari del Báb i els seus terrats al Centre Mundial Bahà'í

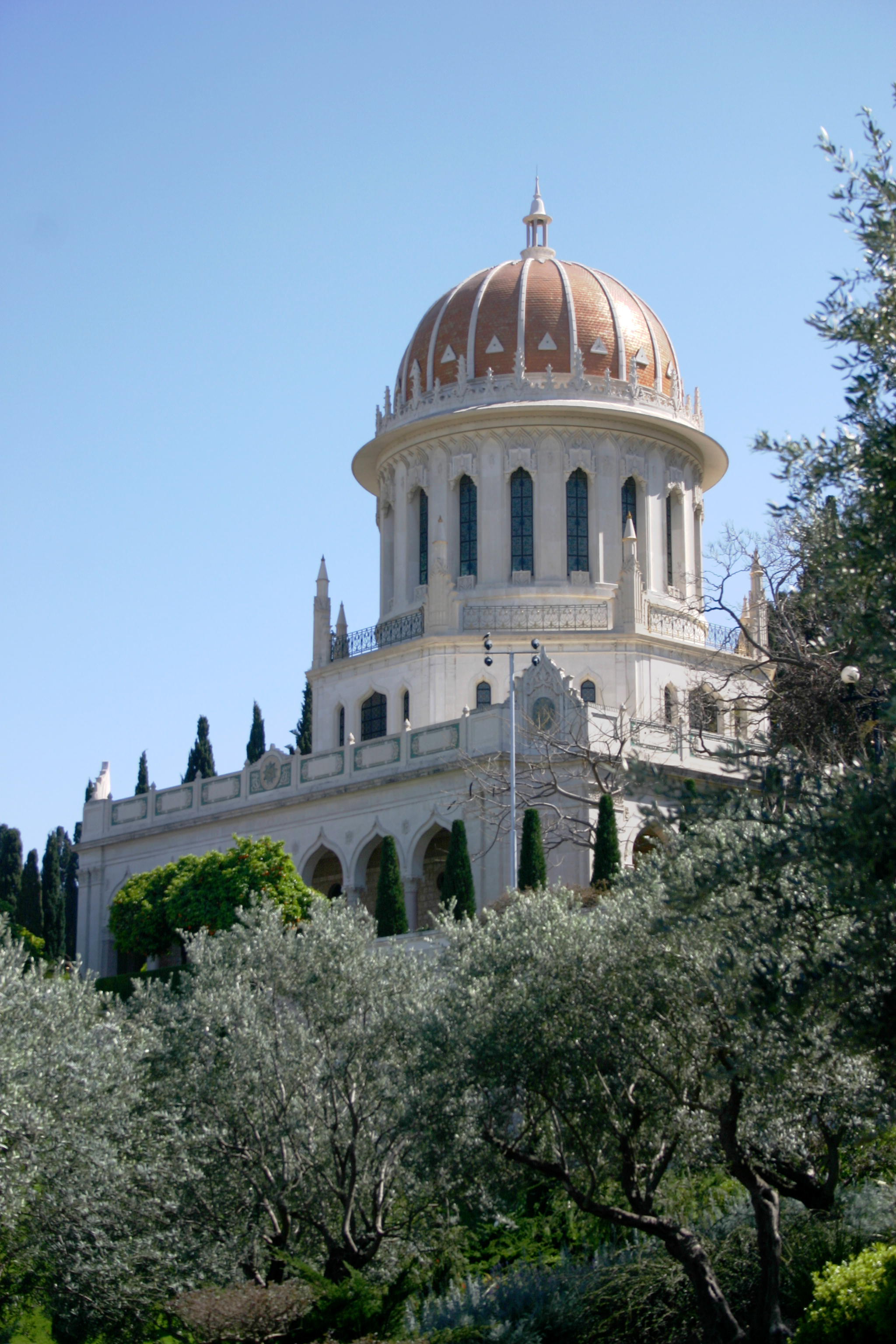
Santuari del Báb

El Centre Mundial Bahá'í és el nom del centre administratiu i espiritual de la Fe bahà'í. Amb seu a Haifa, Israel, el Centre Mundial Bahà'í és recognoscible pels jardins que dominen l'àrea del Mont Carmel, just a dalt del port.
El Centre Mundial Bahá'í és també destinació del pelegrinatge bahà'í.

## Història
La situació del centre administratiu a Israel fou resultat del desterrament i empresonament de Bahà'u'llàh, enviat a la colònia penal d'Acre el 1868. Bahà'u'llàh visqué exiliat en aquesta regió la resta de la seva vida, on morí l'any 1892. Durant una visita a Haifa, Bahà'u'llàh donà instruccions al seu fill `Abdu'l-Bahà sobre l'emplaçament del Santuari de Bàb. A la Tauleta de Carmel, un dels documents clau per a l'administració bahá'í, Bahà'u'llàh expressa el desig que el centre administratiu sigui construït al Mont Carmel, on es troba emplaçat actualment.
Durant el temps que Shogi Effendi liderà la Fe bahà'í, el Mandat Britànic de Palestina es va veure immers en un conflicte creixent entre palestins i sionistes. Com a conseqüència del fracàs del mandat 1948, i de la guerra araboisraeliana de 1948, la major part dels Bahá'ís de Palestina emigraren del país, i tan sols romangueren allí Shoghi Effendi i alguns d'altres. El 1963, la primera Casa Universal de Justícia de Haifa passa a ser considerada el mòdul central de la Fe bahà'í, i és reconeguda pel Govern Israelià com el centre legal de la religió.